# Hovala amena
Hovala amena är en fjärilsart som beskrevs av Grose-smith 1891. Hovala amena ingår i släktet Hovala och familjen tjockhuvuden. Inga underarter finns listade i Catalogue of Life.